# San Miguel Curinhuato
 San Miguel Curahuango es una localidad situada en el municipio de Maravatío, en el estado mexicano de Michoacán de Ocampo. En 2020 tenía 922 habitantes. Está a 2001 m s. n. m.

## Población
| Año  | Habitantes Mujeres | Habitantes hombres | Total habitantes |
| ---- | ------------------ | ------------------ | ---------------- |
| 2020 | 465                | 457                | 922              |
| 2010 | 434                | 397                | 831              |
| 2005 | 391                | 341                | 732              |